# Ellettsville
Ellettsville és una població dels Estats Units a l'estat d'Indiana. Segons el cens del 2000 tenia 5.078 habitants.

## Demografia
Segons el cens del 2000, Ellettsville tenia 5.078 habitants, 1.944 habitatges, i 1.345 famílies. La densitat de població era de 911,9 habitants/km².
Dels 1.944 habitatges en un 40,8% hi vivien nens de menys de 18 anys, en un 51,2% hi vivien parelles casades, en un 13,2% dones solteres, i en un 30,8% no eren unitats familiars. En el 25,4% dels habitatges hi vivien persones soles el 9,1% de les quals corresponia a persones de 65 anys o més que vivien soles. El nombre mitjà de persones vivint en cada habitatge era de 2,57 i el nombre mitjà de persones que vivien en cada família era de 3,09.
Per edats la població es repartia de la següent manera: un 30,1% tenia menys de 18 anys, un 8,4% entre 18 i 24, un 32,7% entre 25 i 44, un 19,4% de 45 a 60 i un 9,4% 65 anys o més.
L'edat mediana era de 33 anys. Per cada 100 dones de 18 o més anys hi havia 83 homes.
La renda mediana per habitatge era de 37.276$ i la renda mediana per família de 42.950$. Els homes tenien una renda mediana de 32.153$ mentre que les dones 26.313$. La renda per capita de la població era de 16.120$. Entorn del 6,7% de les famílies i el 9,2% de la població estaven per davall del llindar de pobresa.

## Poblacions més properes
El següent diagrama mostra les poblacions més properes.